# انتبلوم (فیلم)
اَنتبلوم (انگلیسی: Antebellum؛ به معنی قبل از جنگ مخصوصاً جنگ داخلی آمریکا) یک فیلم آمریکایی ساخت ۲۰۲۰ در ژانر ترسناک می‌باشد که توسط جرارد بوش و کریستوفر رِنتس در اولین کارگردانی آنها ساخته شده‌است.
داستان آن دربارهٔ یک زن آمریکایی-آفریقایی تبار امروزی است که باید از آنچه که به نظر یک مزرعه برده جنوبی در قرن نوزدهم می‌باشد فرار کند.
امتیاز این فیلم در سایت‌های IMDB و Rotten Tometoes به ترتیب ۵٫۵ و ۲۶٪ می‌باشد.
فیلم اَنتبلوم با انتقادات مختلفی از منتقدین روبرو شد و آنها از فیلمنامه و کمبود ظرافت فیلم انتقاد کردند.